# Fritz Kress (Fußballspieler)
Fritz Kress (* 26. September 1956) ist ein ehemaliger deutscher Fußballspieler.

## Karriere
Kress spielte während seiner Jugend in Freilassing im oberbayerischen Landkreis Berchtesgadener Land für den dort ansässigen Eisenbahner-Sportverein. Zur Saison 1975/76 verpflichtete ihn der FC Bayern München, für den er trotz Kaderzugehörigkeit in keinem Pflichtspiel zum Einsatz kam.
In der Folgesaison kam er für den 1. FC Saarbrücken in fünf Bundesligaspielen und ein Spiel um den DFB-Pokal zum Einsatz. Sein Debüt gab er am 6. August 1976 in der 1. Hauptrunde beim 5:0-Sieg in Hameln gegen die SpVgg Preußen Hameln. Am 11. September 1976 (5. Spieltag) debütierte er beim 2:1-Sieg im Heimspiel gegen Rot-Weiss Essen in der Bundesliga, als er für Peter Hayduk in der 56. Minute eingewechselt wurde. Seine letzten vier Begegnungen bestritt er an den vier darauffolgenden Spieltagen.
Zur Saison 1978/79 wechselte er zum Schweizer Verein FC Luzern, mit dem er als Zweiter der Nationalliga B in die Nationalliga A aufstieg und in zwei Spielzeiten 15 Tore in 59 Punktspielen bestritt. Für jeweils eine Spielzeit war er für den SC Kriens und den FC Ibach aktiv, bevor er zur Saison 1982/83 nach Luzern zurückkehrte. Nach drei Spielzeiten beendete er seine Fußballerkarriere in der Schweiz.
Von 2001 bis 2003 war Kress Trainer beim 1. FC Traunstein in der Bezirksoberliga Oberbayern.